# スターン・スクール・オブ・ビジネス
レナード・N・スターン・スクール (The Leonard N. Stern School of Business) は、ニューヨーク大学 (New York University) の経営大学院 (MBA) である。スターン・スクール (Stern School)、またはスターン (Stern, NYU Stern) と呼ばれる場合が多い（以下、スターン）。スターンは、1900年に設立された世界最古のビジネス・スクールの一つだが、現在では全米トップ10のビジネス・スクールの一つとして知られており、卒業生はウォール・ストリートの金融機関や大手コンサルティング会社、エンターテインメント業界まで幅広い分野で活躍している。特に、フィナンシャル・タイムズが発表するMBAランキングのファイナンス部門において2年連続で世界1位（2010年は2位）にランクするなど、金融分野においては世界屈指の評価を受けているが、マーケティングやアカウンティング（会計学）等の分野についても高い評価を得ている。
スターンのMBAプログラムでは、ファイナンス、コーポレートファイナンス、マーケティング、ストラテジー（企業戦略）等の伝統的分野に加え、エンターテインメント・メディア関連、ラグジュアリー・マーケティング、デジタル・マーケティング等、合計21の専攻分野（Specialization。3つまでの選択が可能）（2012年現在）が提供されており、金融分野以外における学生のキャリア形成にも幅広く対応している。また、世界経済の中心地であるニューヨークの中心部（ロウアー・マンハッタンのグリニッジ・ヴィレッジ）に校舎を構えることにより、実業界と強い関係を構築していることも同校の特色の一つである。
スターンは、世界のMBAプログラムの中でも最難関校の一つであると言われており（毎年の合格率は13%〜15%）、GMATおよびGPAの高得点が必要とされている（2019年入学者（Class of 2021）のGMAT平均点は721点、GMATレンジ(80%)は680〜750点。）。

## 沿革[3]
スターンは、1900年にニューヨーク大学の商業・会計・金融学部（The NYU Undergraduate School of Commerce, Accounts and Finance）として設立され、1916年よりフルタイム、パートタイムの学生向けに大学院教育が開始された。尚、1950年から1971年にかけては、ピーター・ドラッカーがマネジメントの教授として在籍していた。
1982年にはエクゼクティブMBAプログラムが開始された。1988年に卒業生であるレナード・N・スターン（Leonard N. Stern）から30,000万ドルが寄付され、現在のレナード・N・スターン・スクールに改称された。2010年に現在の学部長であるピーター・ブレア・ヘンリー（Peter Blair Henry）が第9代学部長として就任した。2011年に 同校教授であるトーマス・サージェントが ノーベル経済学賞を受賞しているが、3人ものノーベル賞受賞者が現役教授であるビジネス・スクールは、2012年現在においてスターンのみである。

## 評価

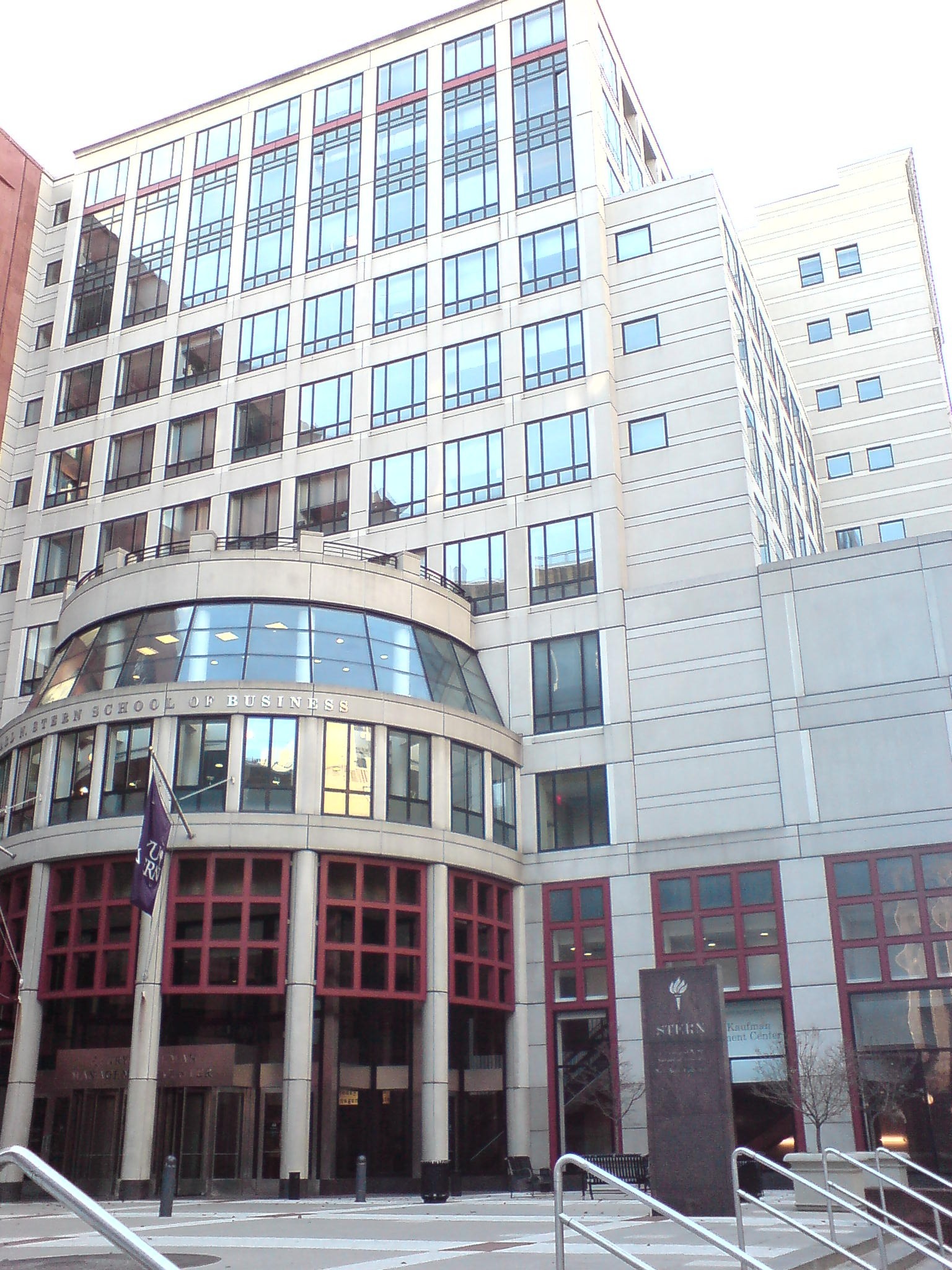
Henry Kaufman Management Center

スターンは、全米トップ10のビジネス・スクールの一つとして位置づけられており、また、世界のMBAランキングでも常にトップ15またはトップ20にランクインされるなど、アメリカを代表するトップ・ビジネス・スクールの一つとして知られている。特に、アスワス・ダモダラン（Aswath Damodaran）やエドワード・アルトマン（Edward Altman：Zスコアモデルを開発）、ロバート・エングル（Robert Egnle：時系列分析手法の確立によってノーベル経済学賞を受賞）等の著名教授や、ロイ・スミス（ゴールドマン・サックス元共同経営者）等のウォール・ストリートの実務家教授・講師を多数擁するファイナンス部門は、世界最高の評価を得ている（フィナンシャル・タイムズの世界MBAランキングのファイナンス部門では2年連続1位。US NewsのUS MBAランキングのファイナンス部門では3位。）。また、ファイナンス分野以外にも、アカウンティング部門およびマーケティング部門において、それぞれ全米8位および9位にランクするなど高い評価を得ている。
MBAランキング：
US News（2020年）（アメリカのMBAプログラムのみが対象）
- Full-time MBA：全米10位 / Part-time MBA 全米4位
- ファイナンス部門：全米3位
- 国際ビジネス部門：全米4位
- アカウンティング部門：全米7位
- マーケティング部門：全米9位

フィナンシャル・タイムズ(2020年)
- 総合：全米13位（世界22位）
- ファイナンス部門：全米1位（世界1位）

エコノミスト(2011年)
- 総合：全米9位（世界12位）

## クラス・プロフィール
スターンのフルタイムMBAプログラムには、世界各地より毎年約400名が入学している。
Class of 2021
- 生徒数：350人
- GMAT： 平均 721点、レンジ(80%) 680〜750点
- GPA： 平均 3.52、レンジ(80%) 3.17〜3.84
- 平均職務年数：5.2年
- 留学生比率：33%
- 女性比率：37%

## 教員
- ジョナサン・ハイト
- ピーター・ドラッカー
- トーマス・サージェント
- 佐藤隆三

## 著名な卒業生
- 豊田達郎  (1958)： トヨタ自動車相談役、トヨタ財団会長、トヨタ学園理事長
- 奥田陽一 (1978)： 伊藤忠テクノソリューションズ社長、伊藤忠商事副社長
- 田中健一 (1978)：岡三証券株式会社 元代表取締役社長
- 佐山展生 (1994)：一橋大学大学院国際企業戦略研究科教授、京都大学経営管理大学院客員教授、スカイマーク代表取締役会長、インテグラル株式会社代表取締役
- 川村善久 (1994)：DICグラフィックス株式会社 取締役会長
- 関口大輔(1994)：映画プロデューサー、ドラマプロデューサー
- 北村浩嘉 (1995)：アメリカンホーム医療・損害保険代表取締役社長兼CEO、外国損害保険協会副会長
- 岸田雅裕 (1996)：A.T.カーニー 日本代表パートナー
- 鎌田宏之 (1999)：クリーンエナジーファクトリー株式会社代表取締役
- 青木武 (1999)： グローバルリサーチ研究所代表
- 大島嘉仁 (2004)： 株式会社MAGねっとホールディングス代表取締役社長
- 荒井裕樹 (2010)：ブックフィールドキャピタル株式会社代表取締役（弁護士）